# نايف الفايز
نايف حميدي محمد الفايز سياسي أردني يشغل منصب رئيس مجلس مفوًّضي سلطة منطقة العقبة الاقتصادية الخاصة منذ 22 كانون الأول 2022.
سابقاً شغل منصب وزير السياحة والآثار ثلاث مرات، الأولى من 24 تشرين الأول 2011 إلى 30 آذار 2013 في حكومات عبد الله النسور الأولى وفايز الطراونة الثانية وعون الخصاونة، والثانية من 2 آذار 2015 إلى 29 أيار 2016 في حكومة عبد الله النسور الثانية، والثالثة من 12 أكتوبر 2020 إلى 22 ديسمبر 2022 في حكومة بشر الخصاونة. كما شغل منصب وزير البيئة، الأولى من 11 تشرين الأول 2012 إلى 30 آذار 2013 في حكومة عبد الله النسور الأولى، والثانية من 25 شباط إلى 11 تشرين الأول 2018 في حكومتي عمر الرزاز وهاني الملقي الثانية.
ترأس العديد من المؤسسات والشركات المتخصصة في مجال السياحة والبيئة والتنمية مثل هيئة تنشيط السياحة والشركة الوطنية لتطوير السياحة والأكاديمية الملكية لفنون الطهي والشركة الأردنية اللوجستية للمرافق النفطية «جوتك» والشركة الأردنية لإحياء التراث والبنك الوطني لتمويل المشاريع الصغيرة وشبكة التمويل الأصغر «تنمية».
يحمل شهادة ماجستير في العلاقات الدولية وبكالوريوس في العلوم السياسية.

## تطوير القطاع السياحي
شهد القطاع السياحي في عهد نايف الفايز منذ تعيينه وزيرا للسياحة في حكومة بشر الخصاونة عددًا من الإنجازات على الصعيد المحلي والعالمي، ففي عهده اختارت منظمة السياحة العالمية مدينة (أم قيس) لإدراجها ضمن أفضل القرى السياحية في العالم من بين 136 قرية. وجاء اختيار قرية أم قيس بعد الجهود الحثيثة التي بذلتها وزارة السياحة الأردنية في الإيفاء بمتطلبات منظمة السياحة العالمية وتطبيق وتنفيذ شروط الاختيار كافة. كما استقبل الأردن أيضا أولى رحلات طيران “ويز إير” منخفض التكاليف قادمة من مطار لندن لوتن، وفاز الأردن بجائزتي (الوجهة السياحية الاكثر رومانسية) و(الوجهة المفضلة لقضاء شهر العسل) وتسلم الوزير الفايز الجائزتين في حفل عالمي خاص استضافته العاصمة عمان لتوزيع الجوائز السياحية العالمية.
كما عمل الفايز تطوير المنتج السياحي في الأردن وفقا للإستراتيجية الوطنية للسياحة للأعوام 2021-2025، وفي عهده تجاوز عدد السياح القادمين إلى المملكة خلال الأشهر السبعة الأولى من عام 2022 حاجز 2.5 مليون سائح، بنسبة ارتفاع 220.4 بالمئة مقارنة بالفترة نفسها من العام الماضي، في حين ارتفع الدخل السياحي خلال الفترة نفسها بنسبة 204.5 بالمئة ليصل إلى نحو 2.034 مليار دينار مقارنة بالفترة ذاتها من العام الماضي.
كما شهد عهد الوزير الفايز إطلاق العلامة التجارية لقطاع زيت الزيتون الأردني في باريس، وفازت مدينة مادبا بلقب عاصمة السياحة العربية لعام 2022، كما استعاد الأردن 9 قطع أثرية هربت لأمريكا تتضمن تماثيل الحيوانات حجرية من العصر الحجري الحديث، ومذبح حجر نحاسي وشواهد قبور وتمثال بشري وابريق من البرونز. وأدرجت مدينة السلط على قائمة التراث العالمي.